# Membranpumpe

Animation einer Membranpumpe (Membran schwarz)

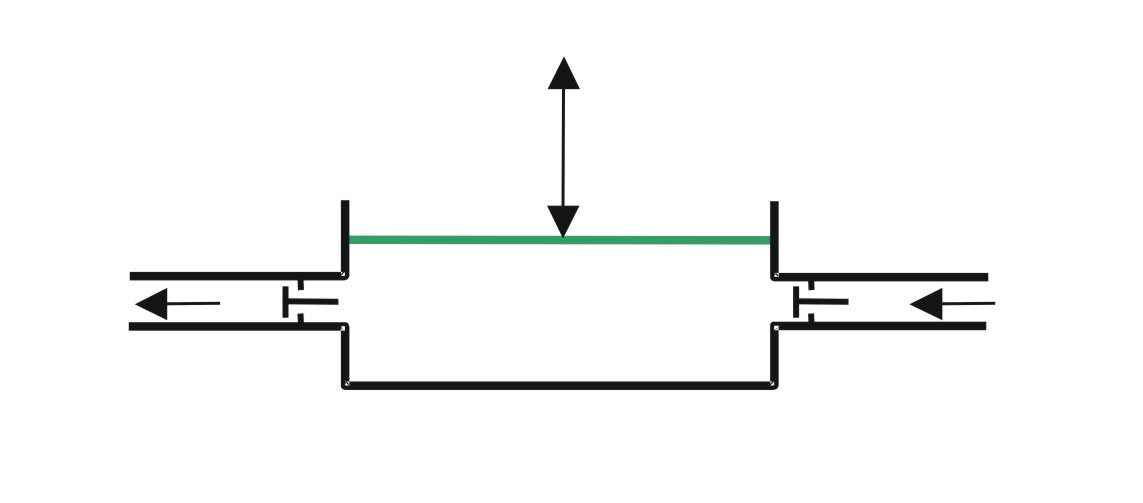
Prinzipskizze einer Membranpumpe (Membran grün)

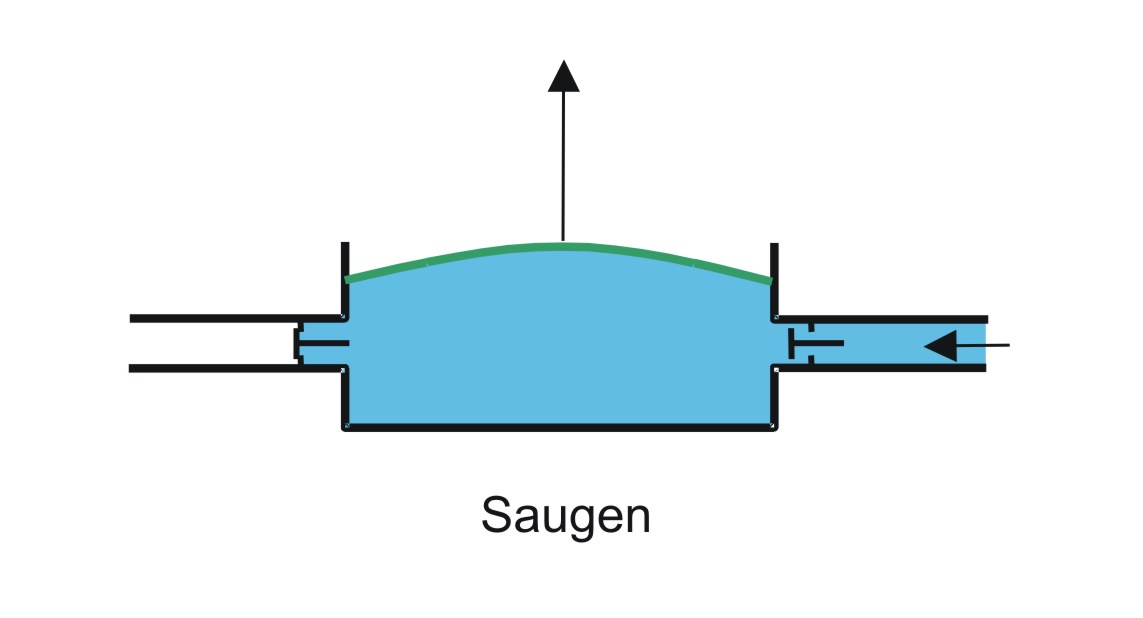
Membranpumpe in Stellung Saugen

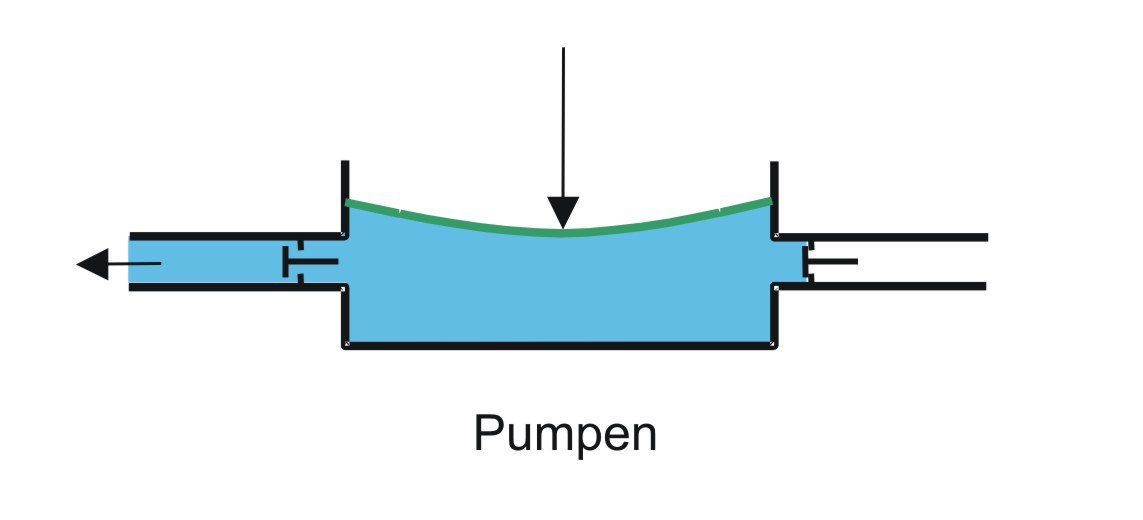
Membranpumpe in Stellung Pumpen

Die Membranpumpe ist eine Saugpumpe zur Förderung von Flüssigkeiten bzw. Gasen, die besonders unempfindlich gegen Dauerbeanspruchung und Verunreinigungen im Fördergut ist.
Ihr Funktionsprinzip ist eine Abwandlung der Kolbenpumpe, wobei jedoch das zu fördernde Medium durch eine Membran vom Antrieb getrennt ist. Sie ähnelt ebenfalls dem Herzen, das aber statt einer mechanisch bewegten Membran kontrahierende Muskeln verwendet.
Der Vorteil dieser Pumpe ist, dass durch die Trennmembran der Antrieb von schädlichen Einflüssen des Fördermediums, beispielsweise Schlämme oder Verunreinigungen in der Pharma- oder Lebensmittelindustrie, abgeschirmt wird. Einer der größten Nachteile der herkömmlichen Kolbenpumpe, das Problem der Abdichtung des Kolbens, ist dadurch gelöst.
Die Auslenkung der Membran geschieht entweder hydraulisch, pneumatisch, mechanisch oder elektromagnetisch.

## Einsatzgebiete
Die Membranpumpen werden verwendet, wo eine leckfreie Pumpenausführung besonders wichtig ist. Beispielsweise werden sie dort eingesetzt, wo gefährliche Schlämme zu pumpen sind oder ein Trockenlauf zu befürchten ist. Sie sind sinnvoll zur Förderung abrasiver Fluide, weil sie keine schleifenden Dichtungen haben und wegen der geringen Wartungsansprüche generell bei Schlämmen.
Für höhere Drücke sind sie nicht gut geeignet, früher wurden sie oft in Autos als Kraftstoffpumpe verwendet.
Auf der anderen Seite gibt es Membranpumpen als Vakuumpumpen. Sie werden speziell eingesetzt, wenn das Vakuum ölfrei sein muss. Da Membranvakuumpumpen im Vergleich zu anderen Vakuumpumpen sehr unempfindlich sind, haben sie sich in der Chemie und der Verfahrenstechnik als Standardpumpen für Grob- und Feinvakuum etabliert. Mit Membranpumpen lassen sich Vakua bis etwa 0,5 mbar erzeugen.

## Mechanisch
Mechanische Membranpumpen haben einen etwas besseren Wirkungsgrad als Druckluftmembranpumpen, besonders, wenn man den Energieverlust durch die Erzeugung der Druckluft hinzurechnet, können aber trotzdem nicht an die Effizienz einer hydraulischen Membranpumpe heranreichen.

### Hand-Membranpumpe
Diese werden in den meisten Fällen über einen Pumpenhebel per Hand angetrieben. Eingesetzt werden sie z. B. zum Erzeugen eines Vakuums für Kreiselpumpen oder zum Umpumpen kleinerer Flüssigkeitsmengen. Sie sind auch ein gängiges Arbeitsgerät der Feuerwehren im Gefahrguteinsatz. Ein weiteres Beispiel für eine frühe Form der Membranpumpe ist der Blasebalg.

### Mechanisches Getriebe
Diese werden in den meisten Fällen über eine Pleuelstange und einen Exzenter von einem Elektromotor angetrieben. Eingesetzt werden sie z. B. in Leckanzeigegeräten zum Aufrechterhalten des Unterdrucks.
Pumpen dieser Bauart wurden jahrzehntelang als Kraftstoff-Förderpumpe in Kraftfahrzeugen verwendet. Hier wurden sie von der Nockenwelle des Motors betätigt. Bei Einzylinder- und Zweitaktmotoren wurde die Membran vereinzelt vom Unterdruck des Ansaugtraktes direkt betätigt.
Ein Einsatzgebiet für diese Pumpe ist etwa die Membran-Entlüftungspumpe bei der Feuerwehr.

### Mikromembranpumpen
Bei Mikromembranpumpen werden unter anderem scheibenförmige Piezoaktoren eingesetzt, welche direkt auf der Membran montiert werden können. Sie dienen zur kontinuierlichen Förderung oder Dosierung von kleineren Flüssigkeitsmengen.

## Hydraulisch: Kolbenmembranpumpe

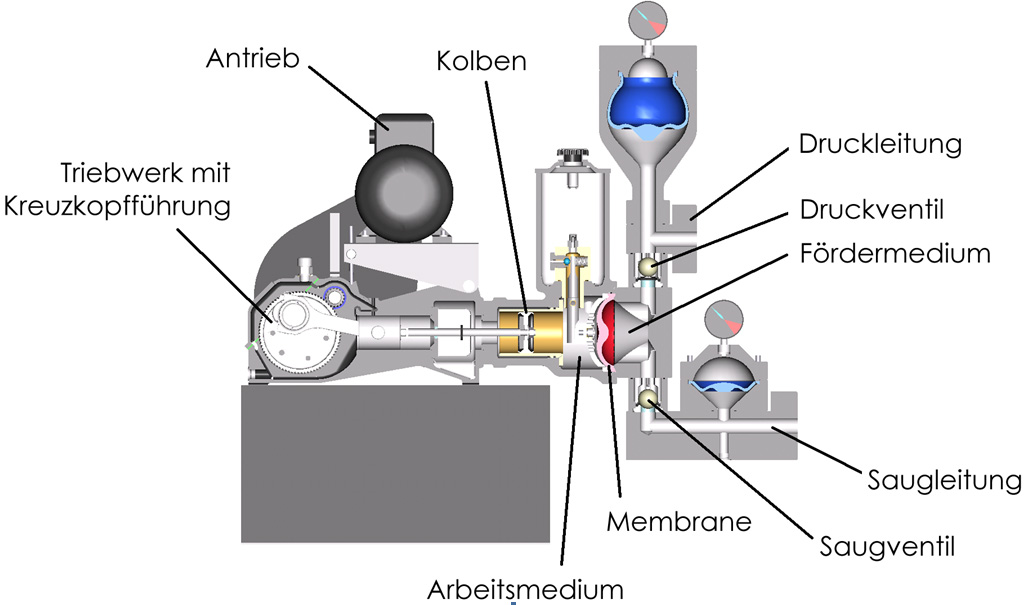
Kolbenmembranpumpe MS521PPH

Hydraulische Pumpen werden für höhere Drücke benötigt. Der Gegendruck des Hydraulikfluids entlastet die Membran und erhöht so ihre Lebensdauer.
Bei einer Kolbenmembranpumpe wird die oszillierende Bewegung des Kolbens über ein Arbeitsmedium auf die Membrane übertragen. Als Arbeitsflüssigkeit verwendet man Wasser mit einem wasserlöslichen Mineralzusatz oder ein Hydrauliköl. Die Wirkungsweise der Kolbenmembranpumpe kann in ähnlicher Weise wie die einer reinen Kolbenpumpe betrachtet werden, da durch ein konstantes Flüssigkeitsvolumen zwischen Kolben und Membrane die Bewegung des Kolbens direkt einen Ausschlag der Membrane bewirkt und somit Saug- und Druckimpulse hervorruft. Durch die Verwendung einer Flüssigkeit wird die Membrane jedoch vollflächig belastet und es entsteht keine Punktbelastung der Membrane wie bei einer reinen Membranpumpe.

## Pneumatisch
Sie bestehen aus einem Doppelgehäuse, das zwei über eine Verbindungsstange verbundene Membranen enthält. Diese werden auf ihrer Außenseite vom Fördermedium, auf ihrer Innenseite von der Druckluft beaufschlagt. Wenn die Membran ihre Endlage erreicht hat, wird über die Verbindungsstange ein Ventil betätigt, das die Druckluft auf die jeweils andere Membran umsteuert.
Eine Druckluft-Membranpumpe überträgt den Luftdruck ohne Verluste auf das Fördermedium. Als einzige Verdrängerpumpe wird das Fördervolumen durch Abdrosseln auf der Druckseite eingestellt und lässt sich daher sehr genau justieren. Allerdings treten im Umsteuermoment relativ starke Schwankungen des Förderdrucks (keine Druckstöße, da der Druck absinkt, nicht aber über den Luftdruck steigen kann) auf, die bei einigen Anwendungen stören können.
Bei Kraftstoffpumpen für Zweitaktmotoren (AWE Wartburg, DKW) wurden die Druckschwingungen des Kurbelgehäuses zum pneumatischen Antrieb genutzt.
Nachteilig ist auch der relativ hohe Energiebedarf, da genauso viel komprimierte Druckluft benötigt wird, wie mit der Pumpe gefördert wird.

## Elektromagnetisch (Schwingankerpumpe)

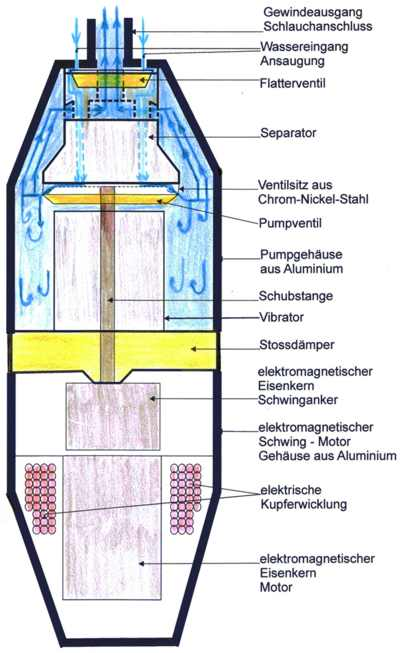
Schwingankerpumpe

Diese Art von Membranpumpen verwenden einen Schwinganker, der durch ein magnetisches Wechselfeld bewegt wird.
Die elektromagnetischen Pumpen haben einen deutlich besseren Wirkungsgrad als die pneumatischen Pumpen.

## Linearsynchron Membranpumpe

Membranpumpen fördern Medien durch eine flexible Membran, trennen diese von der Mechanik und minimieren Kontaminationen. Sie finden Einsatz in sensiblen Bereichen wie Pharma, Biotechnologie und Lebensmitteltechnik.

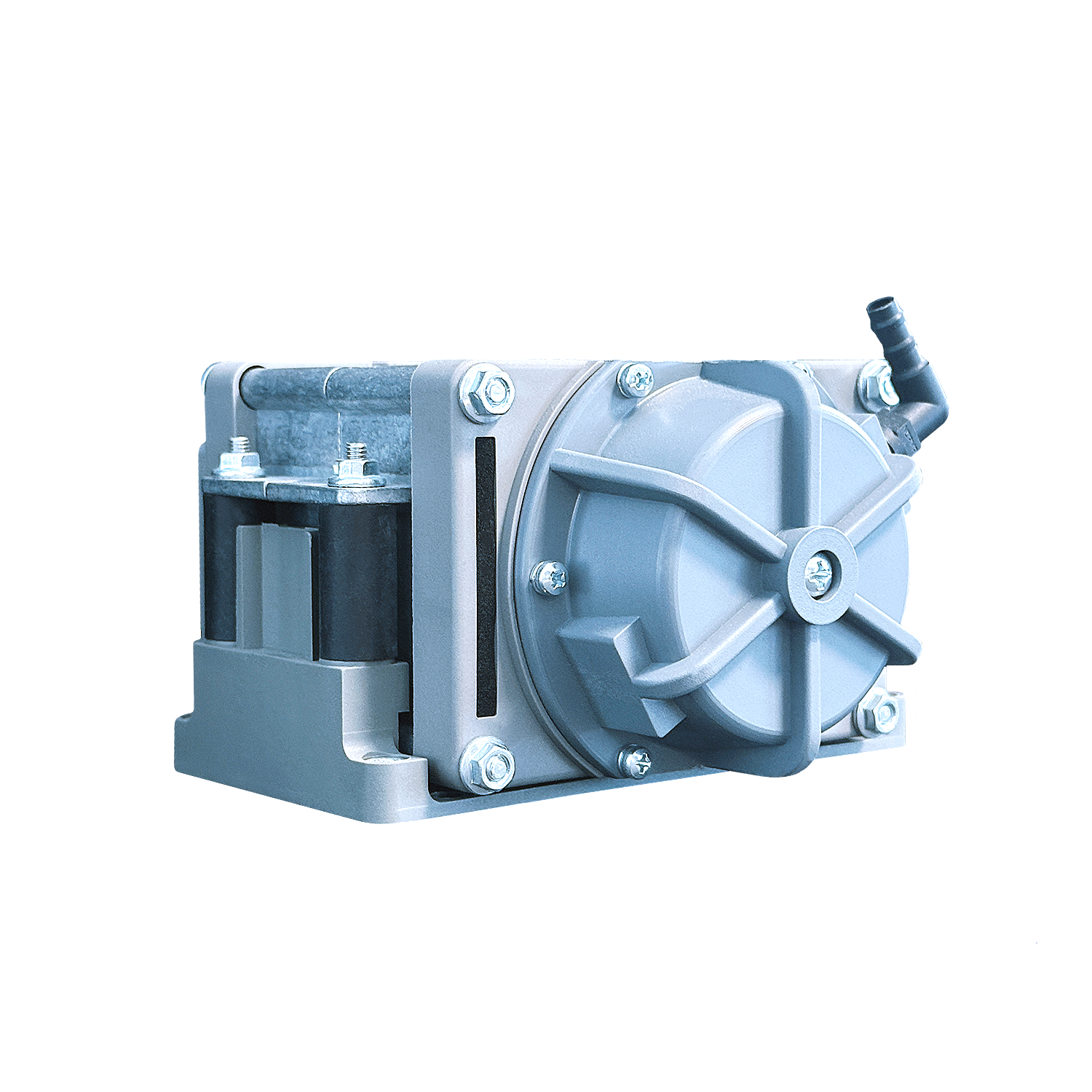
Linear synchron Membran betriebene Pumpe.

Die Linearsynchronpumpe ist eine spezielle Ausführung der Membranpumpe, die einen linearen Synchronantrieb verwendet. Im Gegensatz zu herkömmlichen Membranpumpen mit rotierenden Antriebsmechanismen nutzt sie eine rein lineare Bewegung, um die Membran anzutreiben und Medien zu fördern.

### Funktionsprinzip
Der Antrieb der Linearsynchronpumpe basiert auf einem linearen Synchronmotor. Dieser erzeugt durch elektromagnetische Kräfte eine direkte, lineare Bewegung, die ohne mechanische Übersetzung auf die Membran übertragen wird. Dadurch entfallen bewegliche Teile wie Kurbelwellen oder Exzenter, was den Verschleiß reduziert.

### Merkmale
- Präzision: Der Antrieb ermöglicht eine exakte Steuerung der Fördermengen.[6]
- Energieeffizienz: Der direkte Antrieb reduziert Energieverluste im Vergleich zu konventionellen Antriebssystemen.[7]
- Verschleißarm: Die geringe Anzahl beweglicher Teile führt zu einer längeren Lebensdauer.[6]
- Lautstärke: Der Betrieb ist vergleichsweise leise.

### Anwendungen
Linearsynchronpumpen werden vor allem in Bereichen eingesetzt, in denen hohe Präzision und geringe Wartungsanforderungen gefordert sind, beispielsweise in der Medizintechnik, Chemietechnik und Lebensmittelverarbeitung.

### Einschränkungen
Die Bauweise ist aufwendiger als herkömmliche Membranpumpen, und die Förderleistung ist auf kleinere bis mittlere Volumenströme beschränkt.